# خوزه پاتریسیو گوگیاری
خوزه پاتریسیو گوگیاری (انگلیسی: José Patricio Guggiari؛ زاده ۱۷ مارس ۱۸۸۴ – درگذشته ۳۰ اکتبر ۱۹۵۷) سیاست‌مدار اهل پاراگوئه بود. وی دو بار از ۱۵ اوت ۱۹۲۸ تا ۲۳ اکتبر ۱۹۳۱ و سپس از ۲۷ ژانویه ۱۹۳۲ تا ۱۵ اوت ۱۹۳۲ رئیس‌جمهور این کشور بود.
خوزه پاتریسیو گوگیاری در ۳۰ اکتبر ۱۹۵۷، در سن ۷۳ سالگی در بوئنوس آیرس درگذشت.